# Gare de Tateyama
Ne doit pas être confondu avec la gare de Tateyama située à Tateyama (Toyama)
La gare de Tateyama (館山駅, Tateyama-eki) est une gare ferroviaire de la ville de Tateyama, dans la préfecture de Chiba au Japon. Elle est exploitée par la compagnie JR East.

## Situation ferroviaire
La gare de Tateyama est située au point kilométrique (PK) 85,9 de la ligne Uchibō.

## Histoire
La gare a été inaugurée le 24 mai 1919 sous le nom de gare Awa-Hōjō. Elle prend son nom actuel en 1946.

## Service des voyageurs

### Accueil
La gare dispose d'un bâtiment voyageurs, avec guichets, ouvert tous les jours.

### Desserte
- Ligne Uchibō :
  - voie 1 : direction Awa-Kamogawa
  - voies 2 et 3 : direction Kisarazu, Chiba et Tokyo